# Болије сир Удон
Болије сир Удон (фр. Beaulieu-sur-Oudon) насеље је и општина у западној Француској у региону Лоара, у департману Мајен која припада префектури Лавал.
По подацима из 2011. године у општини је живело 499 становника, а густина насељености је износила 25,29 становника/km². Општина се простире на површини од 19,73 km². Налази се на средњој надморској висини од 100 метара (максималној 140 m, а минималној 67 m).

## Демографија
| 1962. | 1968. | 1975. | 1982. | 1990. | 1999. | 2011. |
| ----- | ----- | ----- | ----- | ----- | ----- | ----- |
| 489   | 533   | 473   | 440   | 380   | 401   | 499   |

График промене броја становника у току последњих година